# Vladko Maček

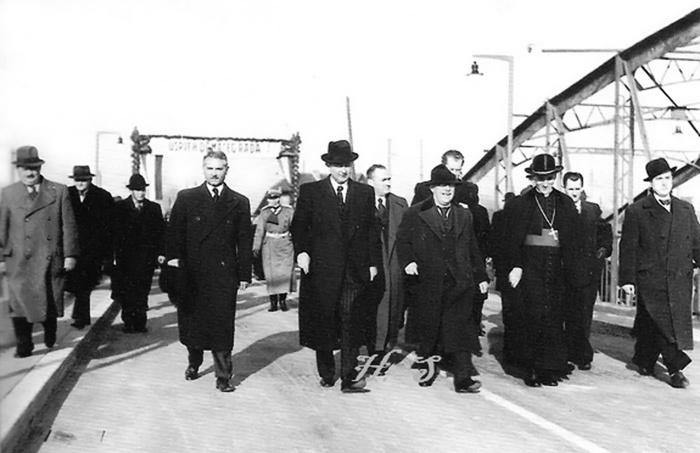
Vladko Maček w towarzystwie Ivana Šubašicia i arcybiskupa Alojzego Stepinaca na moście w Zagrzebiu

Vladko Maček (ur. 20 sierpnia 1879 w Jastrebarsku, zm. 15 maja 1964 w Waszyngtonie) – chorwacki polityk, współzałożyciel Chorwackiej Partii Chłopskiej, krewny gen. Stanisława Maczka.

## Życiorys
Na świat przyszedł w miasteczku Jastrebarsko należącym do Austro-Węgier. Edukację zakończył jako absolwent wydziału prawa uniwersytetu w Zagrzebiu. Tam też się doktoryzował w 1903 roku. Do 1905 był sędzią w Zagrzebiu, Petrinji, Samoborze i Ivancu, a następnie aspirantem w Krapinie. W 1908 otworzył własną kancelarię. Członek Chorwackiej Partii Ludowo-Chłopskiej (HPSS). Od 1906 członek Komisji Głównej. Jako oficer brał udział w I wojnie światowej, pod jej koniec przeniósł się do Zagrzebia, gdzie był bliskim współpracownikiem Stjepana Radicia. W latach 1919–1920 przebywał w więzieniu, kiedy to został wybrany wiceprzewodniczącym HPSS-u. Przedstawiciel do Zgromadzenia Narodowego z ramienia HPSS-u w Bielovar Križevci. W 1921 otworzył urząd w Zagrzebiu.
W 1925 Stjepan Radić podjął notę o przyłączeniu Chorwackiej Chłopskiej Partii Republikańskiej (HRSS) do radzieckiego Krestinternemu. W lipcu 1923 Radić opuścił kraj, by szukać poparcia dla federalistycznego stanowiska Chorwatów. Odwiedził w 1924 Związek Radziecki, w którym toczyły się właśnie obrady piątego kongresu Kominternu. Po powrocie do kraju wystąpił przeciwko Partii Chłopskiej. W grudniu 1924 została ona zdelegalizowana, a Radić i jego najbliższy współpracownik, Vladko Maček, ponownie znaleźli się w więzieniu. Zarzucono im współpracę z radzieckimi komunistami. Partia Chłopska kierowana przez Mačka domagała się radykalnej reformy rządu. W lipcu 1925 został zwolniony z więzienia. Wszystkie narodowości Jugosławii dotknęła utrata swobód obywatelskich. Rząd sprawował ścisły dozór nad swoimi przeciwnikami. Maček zaangażowany był w obronę interesów chorwackich przed dominacją serbską. W 1928 roku po zamordowanym Stjepanie Radiciu został przywódcą partii chłopskiej, bowiem był uznawany za niekoronowanego króla chłopów.
Jako przywódca Chorwackiej Partii Chłopskiej, Vladko Maček, został osądzony za zdradę w kwietniu 1933 i skazany na trzy lata więzienia. Po zamachu i zastrzeleniu króla Aleksandra w 1934 władzę w kraju przejął jego małoletni syn – Piotr II. Rzeczywistą władzę sprawował regent Paweł Karadziordziewić, który nie miał skłonności dyktatorskich. Wypuszczono Mačka oraz innych więźniów politycznych. Partie polityczne, w tym Chorwacka Partia Chłopska mogły częściowo na nowo podjąć działalność. Domagały się one zwołania konstytuanty i reformy instytucji państwa. W grudniu 1938 odbyły się ponowne wybory. Pomimo nielegalnych działań, lista Mačka zdobyła 44,9% głosów, wobec 54,1% zdobytych przez rząd. W lutym 1939 utworzono nowy rząd, którego celem miało być dojście do porozumienia z Chorwatami.
Bezpośrednio przed wybuchem II wojny światowej wypracowano porozumienie między Mačkiem a przedstawicielami rządu. Porozumienie zwane Sporazum dało Chorwacji autonomię w ramach jednego państwa, własny parlament, Sabor, i przywódcę – Bana. Maček został wicepremierem Jugosławii, a czterech jego kolegów weszło w skład gabinetu ministrów. W czasie wojny zmuszono Jugosławię do podpisania układu o wejściu tejże do obozu Osi. Powołano rząd, w którym to pozostał także Maček. Był on zwolennikiem utrzymania pokoju, twierdził, że „nie można sformułować trzeźwej polityki narodowej, wzbudzając silne emocje”.
3 kwietnia 1941 Maček przyjął przedstawiciela III Rzeszy Ribbentropa, który zaoferował mu pomoc w odłączeniu Chorwacji od Jugosławii. Gdy odmówił, Niemcy oferowali wsparcie ruchowi ultranacjonalistycznemu Ustaszów. Mimo iż wielokrotnie próbowano rozmawiać z Mačkiem, konsekwentnie odmawiał on wzięcia czynnego udziału w życiu politycznym. Po niemieckim ataku na Jugosławię w 1941 ograniczono działalność Mačka, a następnie został on osadzony w obozie koncentracyjnym w Jasenovcu.
Odmawiając udzielenia poparcia zarówno Ante Paveliciowi, jak i później Josipowi Brozowi Ticie, Maček w 1945 roku jako przeciwnik komunizmu wyjechał do Francji, a następnie do USA. Zmarł w zapomnieniu w Waszyngtonie. 15 maja 1996 jego szczątki przewieziono do ojczyzny i pochowano na Cmentarzu Mirogoj w Zagrzebiu.

## Odznaczenia
- Wielki Order Króla Dmitara Zvonimira (pośmiertnie, 2004)[2]